# Termómetro de máximas y mínimas

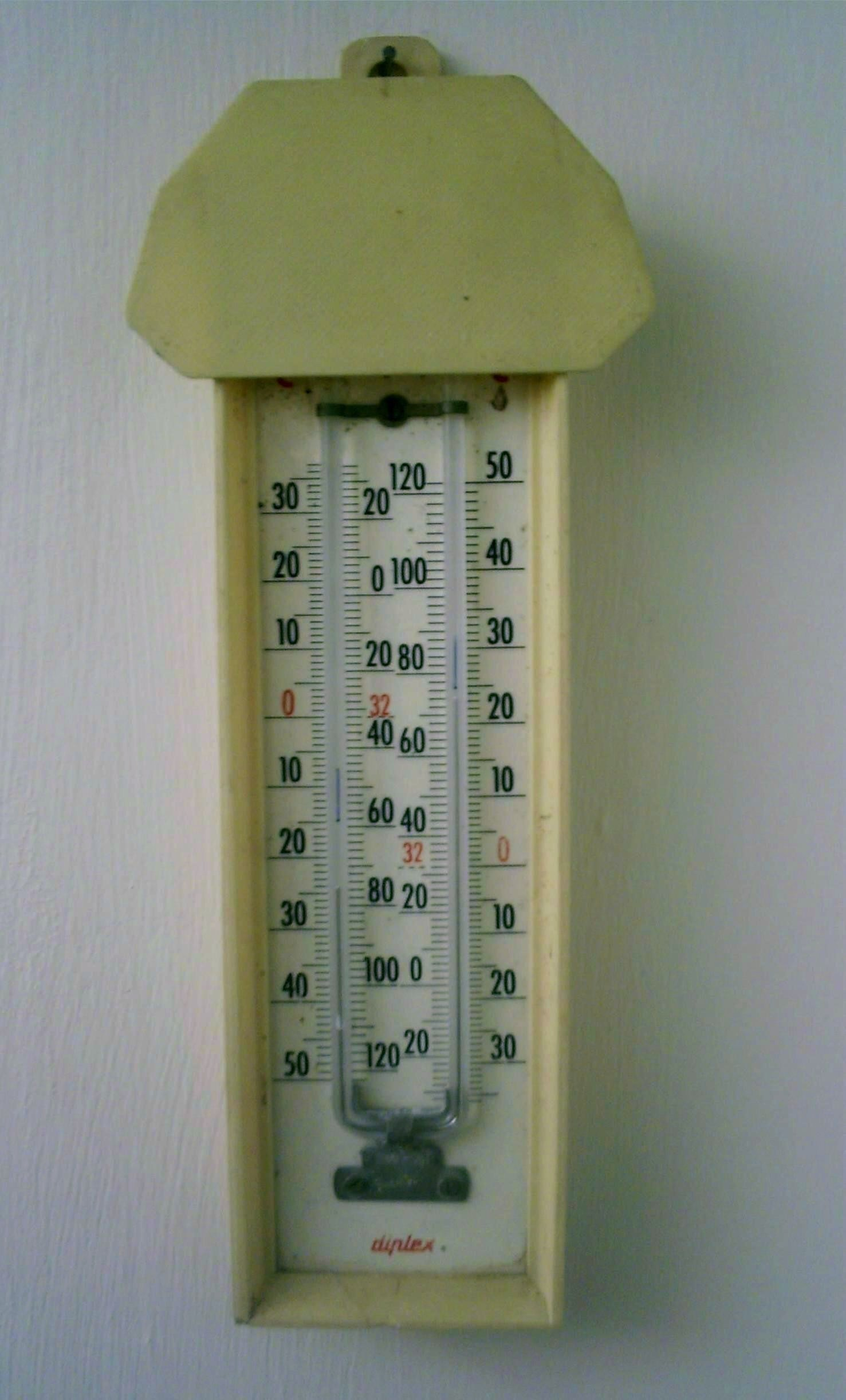
Termómetro de máximas y mínimas.

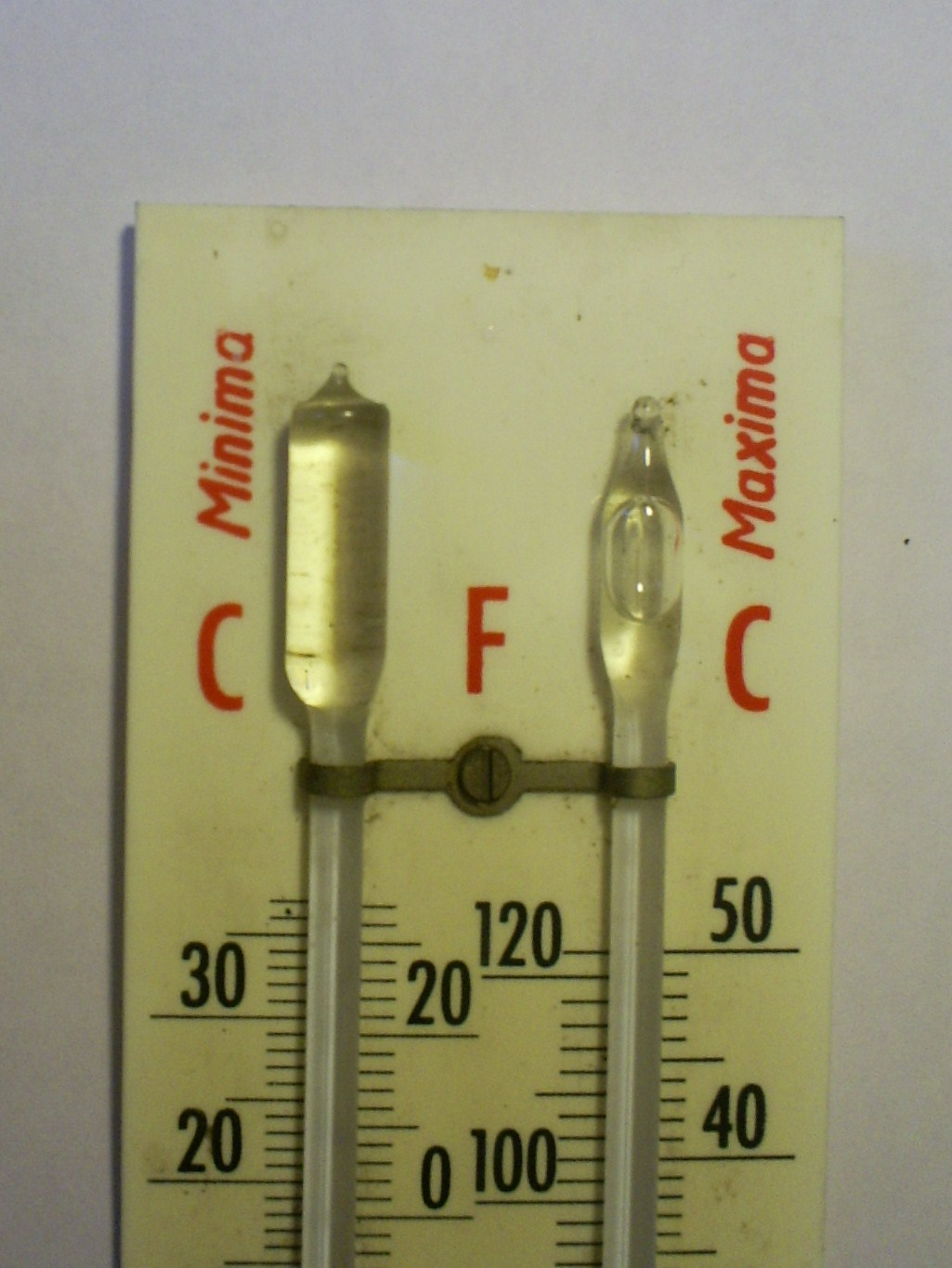
La mano izquierda (brazo mínimo) el bulbo contiene alcohol. La mano derecha (brazo máximo) el bulbo contiene un alcohol y una burbuja de gas de baja presión o vapor de alcohol.

El termómetro de máximas y mínimas o termómetro de Six es un termómetro usado en meteorología y horticultura para registrar las temperaturas más altas y más bajas del día.
Fue inventado por el inglés James Six en 1782, y que lleva su nombre.  El mismo diseño básico sigue estando en uso hoy en día.

## Descripción
Es un termómetro de mercurio que tiene un estrechamiento del capilar cerca del bulbo o depósito. Cuando la temperatura sube, la dilatación de todo el mercurio del bulbo vence la resistencia opuesta por el estrechamiento, mientras que cuando la temperatura baja y la masa de mercurio se contrae, la columna se rompe por el estrechamiento y su extremo libre queda marcando la temperatura máxima. La escala tiene una división de 0,5 °C y el alcance de la misma es de -31,5 a 51,5 °C.

## Instalación y medición
Se coloca dentro del abrigo meteorológico en un soporte adecuado, con su bulbo inclinado hacia abajo formando un ángulo de 2° con la horizontal. Luego de la lectura, para volver a ponerlo a punto se debe sujetar firmemente por la parte contraria al depósito y sacudirlo con el brazo extendido (maniobra similar a la realizada para bajar la temperatura de un termómetro clínico).
Es un instrumento de alcohol en un tubo de vidrio. El bulbo generalmente es en forma de horquilla para aumentar la superficie de exposición y con ello, la sensibilidad.
En el tubo no capilar, se halla colocado un índice esmaltado que se desliza dentro del tubo con facilidad y su funcionamiento está relacionado con la propiedad del alcohol de ser un líquido que moja las paredes del contenedor formando un menisco cóncavo en el extremo de la columna. Este menisco permite la introducción del citado índice en su seno a la vez que ejerce una cierta tensión superficial. Por eso, al descender la temperatura, el índice es arrastrado por acción de la tensión superficial que se ejerce en el menisco. En cambio cuando la temperatura asciende, el índice queda inmóvil porque sobre él ya no actúa dicha tensión.

## Puesta en estación
Con un termómetro de mínima se puede medir T° mínima y T° actual.
La puesta en estación de este termómetro se logra igualando la marca del índice esmaltado con la temperatura actual y esto se hace 
alzando el depósito de alcohol para que el índice caiga por gravedad hasta la marca de la temperatura actual, luego se devuelve al termómetro a su posición normal (horizontal).

## Termómetro Six-Bellani
- El instrumento es un ejemplo de un termómetro máximo y uno mínimo. Se compone de un capilar en forma de U doblada, cuya parte inferior está lleno de mercurio y cuyas ramas contienen alcohol que llena completamente el depósito y parte de la ampolla, es decir, dos recipientes cerrados dispuestos en los extremos de las ramas del mismo capilar.[7] En correspondencia con las superficies de separación entre el mercurio y el alcohol, hay dos cilindros de hierro que puede deslizarse en el soplete, construido de manera que el mercurio, debido a la tensión superficial, sólo puede empujar hacia arriba. El instrumento se fija a una tablilla de madera rectangular, en la que figura una doble escala en grados Réaumur electrónico a los lados de la capilaridad.

- Cuando la temperatura aumenta el alcohol del depósito se expande empujando el mercurio hacia la ampolla,dejando el cilindro estacionario del tubo capilar conectado al depósito y empujando hacia arriba el otro cilindro. Cuando la temperatura disminuye se produce el efecto opuesto: el alcohol se contrae, arrastra el mercurio dejando el índice de retención de metal de la terminación con la ampolla y, en el caso en el que la temperatura mínima es más baja que la inicial, empuja el cilindro de la rama conectada al tanque hacia arriba. Con esta herramienta es capaz de detectar las temperaturas del máximo y el mínimo alcanzado durante el período de medición, se indican, respectivamente, por la posición de los índices de metal en las ramas correspondientes a la ampolla y al tanque. Antes de tomar una nueva medida se dan, con un imán, el contacto con los índices de mercurio.

- El instrumento fue diseñado por el científico inglés J. Six (1731-1793) a finales del siglo XVIII y fue perfeccionado por Angelo Bellani (1736-1852) quien le dio el nombre de "termometrógrafo" sólo para destacar que este tipo de termómetro es ofrecer las mediciones sin la presencia constante de un observador.[8]

## Termómetros de máximas y mínimas sin mercurio
Como el termómetro de Six contiene mercurio, prohibido para su uso en la Unión Europea.
En 2006, S. Brannan & Sons Ltd, una empresa del RU, patentaron una versión libre de mercurio del termómetro Six de maximum–minimum: en vez de mercurio, se usan dos líquidos immiscibles.